# Lappajärvi sjö

Lappajärvi sjö ligger i kommunen Lappajärvi i Finland och är en nedslagskrater som bildades för cirka 77,85 miljoner år sedan. Ytan är 145 km², största djup 38 m och ytans höjd över havet 69,5 m. Den är den största sjön i Södra Österbotten. Den rinner ut i Bottenviken genom Esse å.
Lappajärvi är Södra Österbottens landskapssjö.

## Nedslagskratern
Nedslagskratern är till sin diameter (35 km) ungefär på plats 38 bland världens största nedslagskratrar. Den skulle vara Finlands största, men en nyfunnen krater i sjön Keurusselkä kan visa sig vara större.
Sjön förmodades tidigare i folkmun vara en uråldrig rest av en vulkankrater. 1976 gjordes dock undersökningar i området som visade förekomster av typiska meteoritrester, bland annat suevit och coesit. Järninnehållet i berggrunden är också tio gånger högre än i omgivande berglager. På den största ön, Kärnänsaari mitt i sjön, fann man impaktit, ett kvartsmineral med inslag av iridium som förekommer bara i nedslagsområden. Därför kallas mineralen i vissa texter för "kärnäit".
Forskarna drog slutsatsen att den under kritaperioden träffats av en meteorit med en knapp halvkilometers diameter, vilken vid nedslaget exploderat med en kraft motsvarande en kärnladdning på 80 gigaton. Den anses ha ställt till med total förödelse på en radie av 200 km, och inom 650 km torde allt liv ha utsläckts.

## Källhänvisningar
1. ↑  "Lappajärvi". NE.se. Läst 11 augusti 2014.
2. ↑  ”Landskapssjöarna har utsetts”. Finlands miljöcentral. 12 december 2011. Arkiverad från originalet den 1 oktober 2018. https://web.archive.org/web/20181001104144/http://www.syke.fi/sv-FI/Aktuellt/Pressmeddelanden/Landskapssjoarna_har_utsetts(2922). Läst 2 oktober 2018.